# 刘永标
刘永标（？—？），福建长乐人，清朝政治人物。同进士出身。
乾隆五十二年（1787年），登進士。乾隆五十三年（1788年）接替孙凤鸣任青浦县知县一职，1789年由蒋励宣接任。
授江浦縣知縣，己酉科江南鄉試同考官